# Славгородський район (Сумська округа)
Славгородський райо́н — колишній район Сумської округи.

## Історія
Утворений 7 березня 1923 року з центром в селі Славгород у складі Сумської округи Харківської губернії з Славгородської і Ряснянської волостей.
5 січня 1925 року Ново-Дмитрівська сільрада перейшла до Краснопільського району.
Ліквідований у 1927 році, територія перейшла до Краснопільського району.